# Александър Димитров (художник)
Вижте пояснителната страница за други личности с името Александър Димитров.
Александър Димитров е български художник живописец.

## Биография и творчество
Александър Димитров е роден на 24 юни 1969 г. в гр. Пловдив. Завършва НХА „Николай Павлович“ през 1995 г. в класа на акад. Светлин Русев.
Има реализирани повече от 20 самостоятелни изложби в Япония, Австрия, Германия и България, както и участия в международни форуми в Белград, Франкфурт, Канагава, Истанбул. Лауреат на наградата на „HARADA GALLERY“ Токио, Япония – „Ecological point“ (1995 г.) и Художник на годината на Галерия „Бриз“- Бургас (2007 г.).. Награда на "Арт галурия Ларго" "ХУДОЖНИК НА ДЕСЕТИЛЕТИЕТО". 
Създател на Галерия „Бяла Зона“/ Студио „Бяла Зона“и куратор на 26 изложби с участието както на утвърдени артисти, така и на съвсем млади творци.
Живее и работи в гр. Пловдив.